# Antojo
Antojo es el segundo álbum perteneciente al cantautor de rock argentino Palo Pandolfo, fue lanzado en el año 2004. Este disco de covers contiene versiones de diversos autores como David Bowie, Bob Marley, Mano Negra, Radiohead, Luis Alberto Spinetta y Los Visitantes. La placa cuenta con las participaciones de artistas como:  Richard Coleman, Charly García, Los Súper Ratones, Adrian Dargelos, Juanchi Baleiron, Juan Subirá, Fabian Von Quintiero, Ariel Minimal y Gringui Herrera.

## Lista de canciones
| Antojo (CD - edición estándar) |                                                                              |                                      |                              |          |  |
| N.º                            | Título                                                                       | Escritor(es)                         | Originalmente grabada por    | Duración |  |
| 1.                             | «Cenizas a cenizas» (Guitarra eléctrica: Richard Coleman)                    | David Bowie                          | David Bowie                  | 4:01     |  |
| 2.                             | «Hipercandombe» (Teclados y guitarra: Charly García)                         | Charly García                        | La Máquina de Hacer Pájaros  | 4:22     |  |
| 3.                             | «Mala vida» (Coros: Los Super Ratones)                                       | Manu Chao                            | Manu Chao                    | 3:03     |  |
| 4.                             | «Ella Vendrá» (junto a Adrián Dárgelos)                                      | Claudio Fernández, Palo Pandolfo     | Don Cornelio y la Zona       | 3:14     |  |
| 5.                             | «Karma Policía»                                                              | Thom Yorke                           | Radiohead                    | 3:11     |  |
| 6.                             | «Éxodo» (Guitarra rítmica: Juanchi Baleirón)                                 | Bob Marley                           | Bob Marley                   | 4:36     |  |
| 7.                             | «Antojo»                                                                     | Federico Ghazarossian, Palo Pandolfo |                              | 2:34     |  |
| 8.                             | «Ella» (Guitarra eléctrica: Juanchi Baleirón; Teclados: Fabián von Quintero) | Charles Aznavour, Herbert Kretzmer   | Charles Aznavour             | 2:16     |  |
| 9.                             | «La búsqueda de la estrella» (Guitarra eléctrica: Ariel Minimal)             | Luis Alberto Spinetta                | Luis Alberto Spinetta        | 2:10     |  |
| 10.                            | «Vamos mujer»                                                                | Quilapiyún                           | Quilapayún                   | 2:51     |  |
| 11.                            | «Echame la culpa» (Guitarra slide: Gringui Herrera)                          | José Ángel Espinoza                  | José Ángel Espinoza          | 2:45     |  |
| 12.                            | «Sueño con serpientes»                                                       | Silvio Rodríguez                     | Silvio Rodríguez             | 4:28     |  |
| 13.                            | «Volaré»                                                                     | Domenico Modugno                     | Domenico Modugno             | 3:48     |  |
| 14.                            | «Tazas de té chino» ((junto a Richard Coleman; synth: Fabián Von Quintero))  | Palo Pandolfo                        | Don Cornelio y la Zona       | 3:44     |  |
| 15.                            | «Playas oscuras» (Guitarra eléctrica: Ariel Minimal))                        | Palo Pandolfo                        | La Hermandad y Palo Pandolfo | 2:58     |  |

| Antojo (CD - bonus tracks) |              |                                   |                           |          |  |
| N.º                        | Título       | Escritor(es)                      | Originalmente grabada por | Duración |  |
| 16.                        | «Ni hablar»  | Andrés Calamaro                   | Andrés Calamaro           | 2:00     |  |
| 17.                        | «Yuyo Verde» | Domingo Federico, Homero Expósito | Homero Expósito           | 1:56     |  |